# Alberto Rodríguez Larreta
Alberto Rodríguez Larreta (Buenos Aires, 1934. január 14. – Buenos Aires, 1977. március 11.) argentin autóversenyző.

## Pályafutása
1960-ban részt vett a Formula–1-es világbajnokság argentin versenyén. Alberto a tizenötödik helyről vágott neki neki a viadalnak. Végül három kör hátrányban a győztes Bruce McLaren mögött kilencedikként ért célba.
Pályafutása alatt részt vett egyéb, a világbajnokság keretein kívül rendezett Formula–1-es versenyen is.

## Eredményei

### Teljes Formula–1-es eredménylistája
(Táblázat értelmezése)

(Félkövér: pole-pozícióból indult; dőlt: leggyorsabb kört futott) 

| Év   | Csapat     | Modell   | Motor             | 1     | 2   | 3   | 4   | 5   | 6   | 7   | 8   | 9   | 10  | Helyezés | Pont |
| ---- | ---------- | -------- | ----------------- | ----- | --- | --- | --- | --- | --- | --- | --- | --- | --- | -------- | ---- |
| 1960 | Team Lotus | Lotus 16 | Climax Straight-4 | ARG 9 | MON | 500 | NED | BEL | FRA | GBR | POR | ITA | USA | -        | 0    |

## Külső hivatkozások
- Profilja a grandprix.com honlapon (angolul)
- Profilja a statsf1.com honlapon (angolul)